# Schizoretepora
Genre
Synonymes
- Schizellozoon Canu & Bassler, 1917[1]

Schizoretepora  est un genre d'ectoproctes de l'ordre des Cheilostomatida.

## Liste d'espèces
Selon World Register of Marine Species (7 octobre 2020) :
- Schizoretepora aviculifera (Canu & Bassler, 1930)
- Schizoretepora calveti d'Hondt, 1975
- Schizoretepora dentata (Calvet, 1931)
- Schizoretepora elongata (Canu & Bassler, 1928)
- Schizoretepora fungosa (Canu & Lecointre, 1930) †
- Schizoretepora hamzai El Safori & El-Sorogy, 1999 †
- Schizoretepora hassi Harmelin, Bitar & Zibrowius, 2007
- Schizoretepora imperati Busk, 1884
- Schizoretepora irregularis (Vigneaux, 1949) †
- Schizoretepora lutea (Canu & Bassler, 1929)
- Schizoretepora moharramii Abbas & El-Senoussi, 1979 †
- Schizoretepora pungens (Canu & Bassler, 1925)
- Schizoretepora robusta Hayward, 2000
- Schizoretepora serratimargo (Hincks, 1886)
- Schizoretepora solanderia (Risso, 1827)
- Schizoretepora tamagawensis Zágoršek, Takashima & Hirose, 2015 †
- Schizoretepora tessellata (Hincks, 1878)
- Schizoretepora tumescens (Ortmann, 1890)
- Schizoretepora vigneauxi Souaya, 1965 †